# Рейс де Лима, Матеус
Мате́ус Рейс де Ли́ма (порт.-браз. Matheus Reis de Lima; род. 18 февраля 1995, Сан-Жуан-да-Боа-Виста, Сан-Паулу) — бразильский футболист, выступающий на позиции левого защитника в лиссабонском клубе «Спортинг».

## Клубная карьера
Начинал свою профессиональную карьеру в бразильском «Сан-Паулу», за который провел 28 матчей. В 2014 был арендован ещё одним бразильским клубом «Атлетико Сорокаба» (8 матчей), в 2017 его арендовала «Баия» (24 матча), а в 2018 «Морейренсе» (2 матча).
С 2018 года игрок португальского клуба «Риу Аве». Здесь он забил свой первый гол в профессиональной карьере — в ворота «Витории Гимарайнш» 27 января 2020 года. Дебютировал в Лиге Европы 17 сентября 2020 в матче против «Бораца».

## Достижения
«Спортинг»
- Чемпион Португалии (3): 2020/21, 2023/24, 2024/25
- Обладатель Кубка Португалии: 2024/25
- Обладатель Суперкубка Португалии: 2021